# Padronelo
Padronelo é uma povoação portuguesa sede da Freguesia de Padronelo do Município de Amarante, freguesia com 2,49 km² de área e 754 habitantes (censo de 2021), tendo, por isso, uma densidade populacional de 302,8 hab./km².
Constituiu, até ao início do século XIX, a Honra de Padronelo.
O Pão de Padronelo é originário desta freguesia.

## Demografia
A população registada nos censos foi:
| Distribuição da População por Grupos Etários | Distribuição da População por Grupos Etários | Distribuição da População por Grupos Etários | Distribuição da População por Grupos Etários | Distribuição da População por Grupos Etários |
| -------------------------------------------- | -------------------------------------------- | -------------------------------------------- | -------------------------------------------- | -------------------------------------------- |
| Ano                                          | 0-14 Anos                                    | 15-24 Anos                                   | 25-64 Anos                                   | > 65 Anos                                    |
| 2001                                         | 138                                          | 146                                          | 469                                          | 151                                          |
| 2011                                         | 123                                          | 99                                           | 472                                          | 190                                          |
| 2021                                         | 72                                           | 71                                           | 407                                          | 204                                          |

## Património

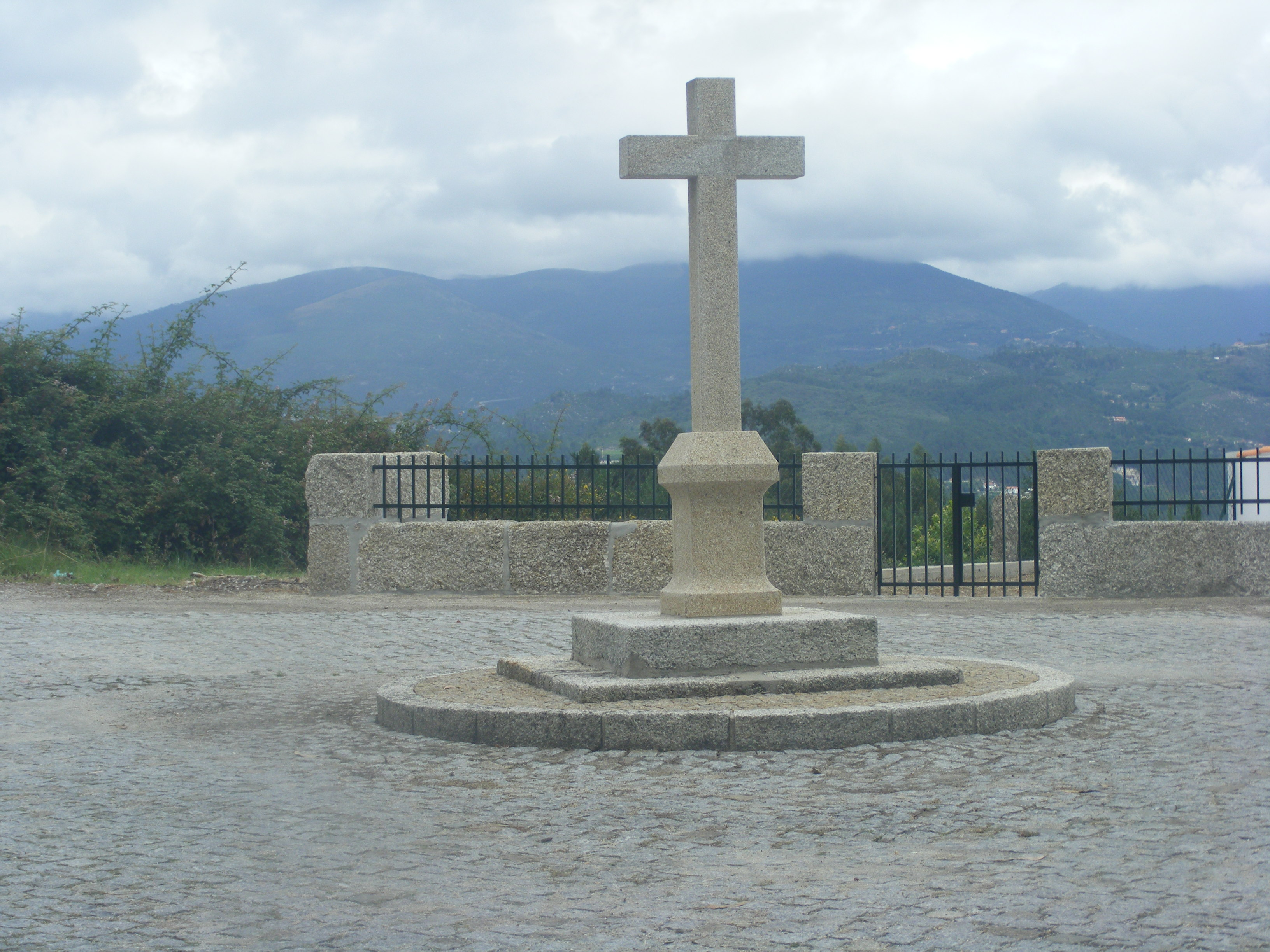
Cruzeiro de Padronelo

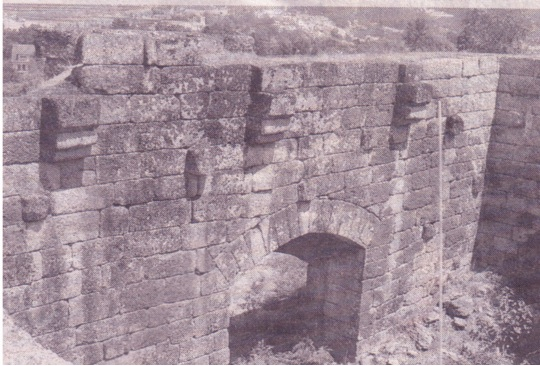
Amarante Padronelo Paço Dona Loba

- Cruzeiro
- Paço de Dona Loba

## Instituições Associativas
- Associação Recreativa e Cultural de Padronelo Futebol Clube (ARPA)